# Saint-Pierre-Azif
Saint-Pierre-Azif is een gemeente in het Franse departement Calvados (regio Normandië) en telt 149 inwoners (2004). De plaats maakt deel uit van het arrondissement Lisieux.

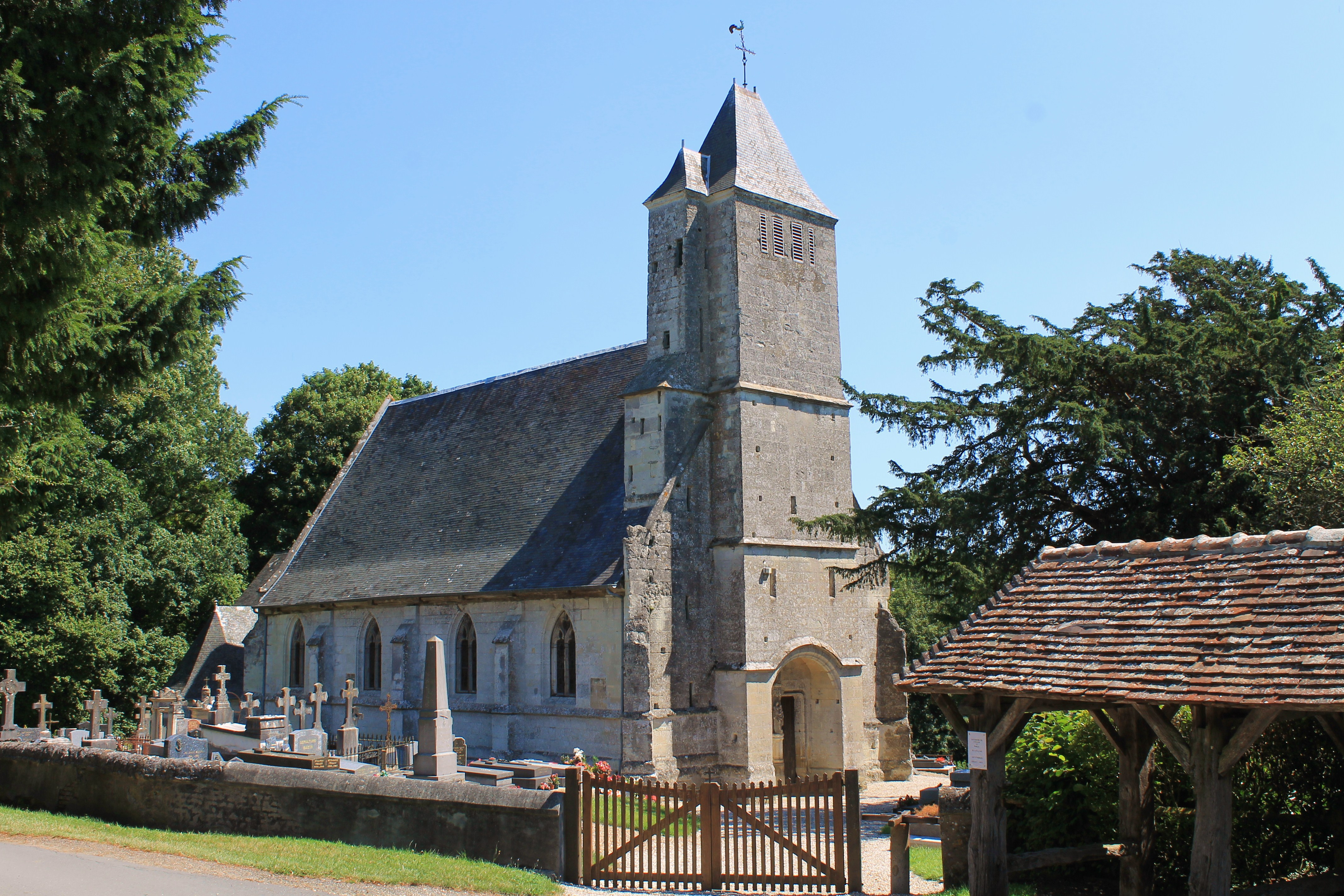
Kerk van Saint-Pierre-Azif
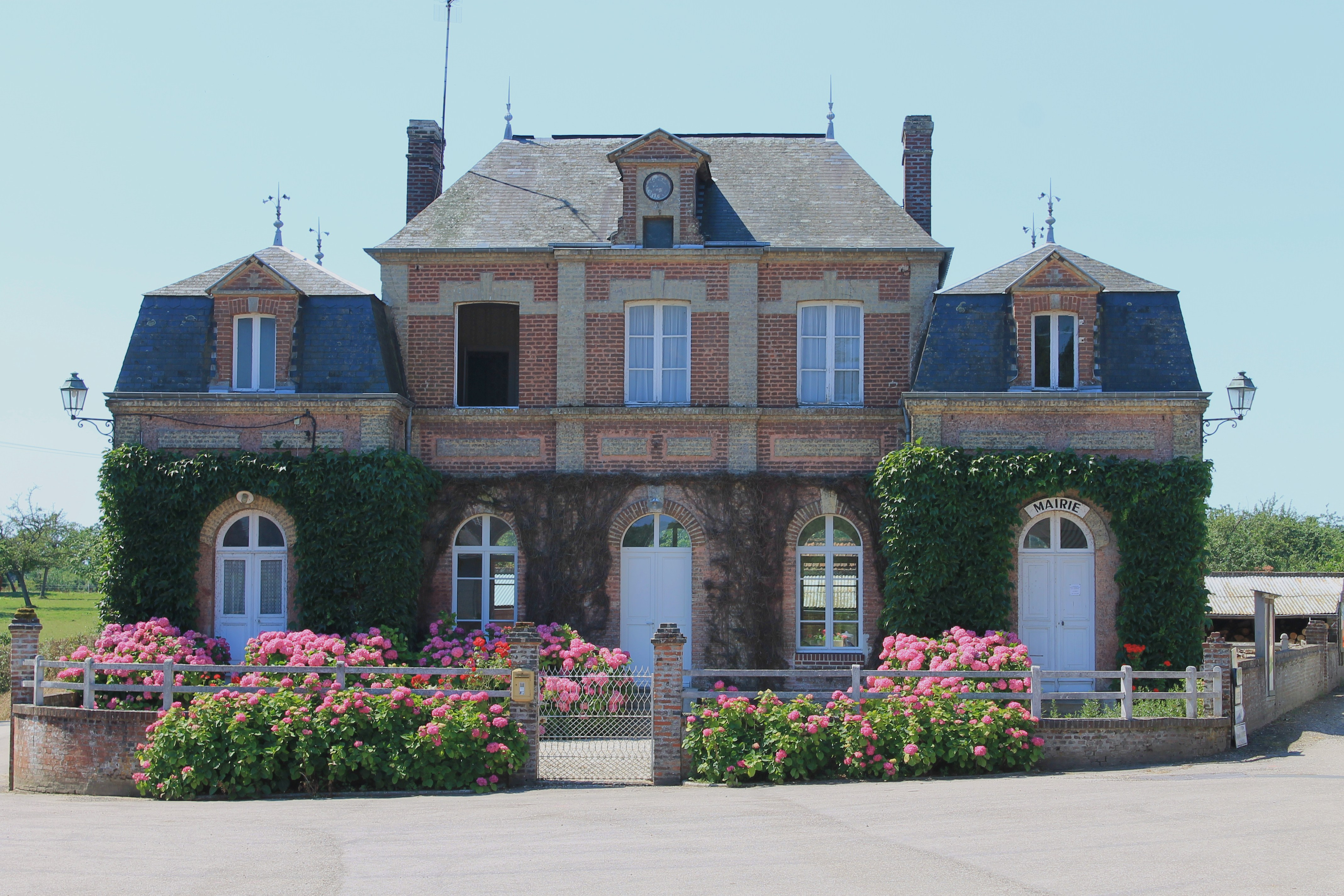
Gemeentehuis

## Geografie
De oppervlakte van Saint-Pierre-Azif bedraagt 6,1 km², de bevolkingsdichtheid is 24,4 inwoners per km².
De onderstaande kaart toont de ligging van Saint-Pierre-Azif met de belangrijkste infrastructuur en aangrenzende gemeenten.

## Demografie
Onderstaande figuur toont het verloop van het inwonertal (bron: INSEE-tellingen).
Vanwege een beveiligingsprobleem met de MediaWiki Graph-software is het momenteel niet mogelijk deze grafiek weer te geven. Zodra de software is bijgewerkt zal de grafiek vanzelf weer zichtbaar worden.